# Duroia genipoides
Duroia genipoides är en måreväxtart som beskrevs av Richard Spruce och Karl Moritz Schumann. Duroia genipoides ingår i släktet Duroia och familjen måreväxter. Inga underarter finns listade i Catalogue of Life.